# Giancarlo Stanton
Giancarlo Cruz-Michael Stanton (* 8. November 1989 in Panorama City, Los Angeles, Kalifornien) (in den Saisons 2010 und 2011 spielte er unter dem Namen Michael Stanton) ist seit dem 8. Juni 2010 ein US-amerikanischer professioneller Baseballspieler in der Major League Baseball.
Sein erstes Spiel bestritt er für die Miami Marlins am 8. Juni 2010 (damals noch unter dem Klubnamen Florida Marlins).
Stanton ist irischer, afroamerikanischer sowie puerto-ricanischer Abstammung.
Am 11. September 2014 erlitt er beim Spiel der Marlins gegen die Milwaukee Brewers schwere Gesichtsverletzungen, als ihn ein 142 km/h (ca. 88 mph) schneller Fastball des Pitchers Mike Fiers im Gesicht traf. Stanton erlitt zahlreiche Knochenbrüche im Gesicht sowie Schäden an seinen Zähnen.
Am 17. November 2014 vereinbarten sein Verein, die Miami Marlins und Stanton einen 13-Jahres-Vertrag über die Summe von 325 Millionen US-Dollar. Dieser Vertrag ist der höchste in der Geschichte des Baseball.
In der Saison 2017 schlug Stanton 59 Homeruns für die Marlins. Er war der erste Spieler seit 2001, dem dies in der Major League Baseball gelang.
Am 11. Dezember 2017 wurde Stanton von den Miami Marlins zu den New York Yankees getauscht.